# 1358.
◄ | 13. stoljeće | 14. stoljeće | 15. stoljeće | ►
◄ | 1320-ih | 1330-ih | 1340-ih | 1350-ih | 1360-ih | 1370-ih | 1380-ih | ►
◄◄ | ◄ | 1355. | 1356. | 1357. | 1358. | 1359. | 1360. | 1361. | ► | ►►
Arhitektura • Astronomija • Glazba • Knjige • Književnost • Kršćanstvo • Medicina • Pravo • Promet • Slikarstvo • Znanost

## Događaji
- 18. veljače – U Zadru sklopljen glasoviti Zadarski mir između Mletačke Republike i ugarsko-hrvatskog kralja Ludovika I. Anžuvinca kojim su se Mlečani odrekli "prava na Dalmaciju prava na Dalmaciju od polovice Kvarnera do područja Drača" uključujući gradove Nin, Zadar, Skradin, Šibenik, Trogir, Split, Dubrovnik te otoke Osor, Cres, Krk, Rab, Pag, Brač, Hvar i Korčulu. Dužd se morao odreći naslova "dux Dalmatiae et Croatiae". Mlečani su morali napustiti Dalmaciju u roku od 22 dana, a Ludovik se odrekao područja oko Trevisa, Cividalea (Čedad) i u Istri, koja je osvojio 1356. godine.[1]
- 27. svibnja – Ludovik I. Anžuvinac Višegradskim ugovorom potvrdio Dubrovačkoj Republici sve atribute državnosti.

## Vanjske poveznice
|  | Zajednički poslužitelj ima još gradiva o temi 1358. |